# Edwynia robusta
Edwynia robusta är en tvåvingeart som först beskrevs av Aldrich 1928.  Edwynia robusta ingår i släktet Edwynia och familjen parasitflugor. Inga underarter finns listade i Catalogue of Life.